# Иван Гарелов
Иван Гарелов е популярен български журналист и телевизионен водещ. Известен е с фразата „Часът и мястото на срещата са известни“.

## Биография
Иван Стефанов Гарелов е роден на 6 февруари 1943 г. в село Смилец, област Пазарджик. Завършва Софийския държавен университет със специалност журналистика.
През 1972 г. започва работа в Българската телевизия като репортер, след което в продължение на 21 години води политическо-информационното предаване „Панорама“. Включва се активно в пропагандната кампания на „Възродителен процес“, проявявайки се с „настървените“ си репортажи от границата по време на насилственото изселване на етническите турци през лятото на 1989 г. В БНТ създава и популярното за времето си вечерно публицистично предаване „Екип 4“.
От 11 септември 2000 г. е на работа в Нова телевизия като шеф на „Новини и актуални предавания“, но е уволнен на 14 септември 2001 година.
През 2004 г. става водещ на телевизионната игра „Вот на доверие“ по бТВ. Водещ е на играта до 31 декември 2006 г., когато официално е свалена от ефира на телевизията.
През 2011 г. Гарелов съосновава „Кръг 11“, който организира годишните награди за телевизионна журналистика „Свети Влас“. През същата година агенция V.I.P. Communication го награждава с приза V.I.P. перо.
През 2012 г. осъществява сайта garelov.com, а между 2013 и 2014 заедно с Елена Йончева е водещ на „Оригиналът“ по ТВ7.
През 2017 г. става медиен съветник в правителството на Огнян Герджиков, по-късно е освободен от поста. През 2021 г., в интервю за „Панорама“, Гарелов споделя, че е отстранен от поста по желание на Бойко Борисов.
Същата година се кандидатира за генерален директор на БНТ. Писателят Антон Дончев, бившият министър на вътрешните работи Богомил Бонев, дългодишният директор на Националния исторически музей Божидар Димиров, председателят на XXXVII народно събрание Благовест Сендов, бившият министър на културата Вежди Рашидов, бившият директор на Националната разузнавателна служба Димо Гяуров, художникът Светлин Русев, бившият министър на външните работи Соломон Паси, бившият председател на Българската академия на науките Стефан Воденичаров и други общественици се обявяват в негова подкрепа. Членовете на Съвета за електронни медии избират Константин Каменаров.
През 2022 г. става сътрудник на председателя на Комисията по културата и медиите в XLVII народно събрание Тошко Йорданов.

### Агентурно минало
През 2008 г. Комисията по досиетата обявява, че между 1967 и 1969 г. Гарелов е работил в Първо управление на Държавна сигурност, а след 1970 г. е нещатен сътрудник на службите. Агентурният му псевдоним е бил „Талев“. По-специално той е изпълнявал ролята на разузнавач от 1967 г., като през 1968 г. е минал курс за квалификация в СССР. През 1968 г. учи гръцки език в Атина, като преди това той е преминал ускорена езикова и оперативна подготовка. Проверката на Комисията е свързана с оповестяването на имената на сътрудници на бившата Държавна сигурност, които са били на ръководни постове в БНТ.

## Личен живот и смърт
Гарелов е женен за журналистката от програма „Хоризонт“ на БНР Донка Стамболийска до смъртта ѝ през 2023 г.
Има две деца – преводачката и кинокритик Калина Гарелова (р. 1968 г.) и Стефан Гарелов (р. 1975 година) от предишния си брак с Василка Гарелова.
На 18 юли 2024 г. Гарелов претърпява тежък инцидент, като пада по стълбите в хотел „Палас“ в курортния комплекс „Свети Влас“, където работи върху новата си книга „За какво мечтаят жените“. Вследствие на инцидента получава 2 тежки черепно-мозъчни травми и кръвоизлив в мозъка и изпада в кома. Настанен е в реанимацията на „Пирогов“, където умира на 81 години на 3 септември 2024 г.

## Филмография
- „Горещи следи“ (1985), 4 серии